# Open delle Puglie 2022
L'Open delle Puglie 2022 è stato un torneo di tennis femminile giocato sui campi in terra rossa all'aperto. È stata la 1ª edizione del torneo, facente parte del WTA Challenger Tour 2022. Il torneo si è giocato al Circolo Tennis Bari di Bari in Italia dal 5 all'11 settembre 2022.

## Partecipanti al singolare

### Teste di serie
| Nazionalità | Giocatrice             | Ranking* | Testa di serie |
| ----------- | ---------------------- | -------- | -------------- |
| Ungheria    | Panna Udvardy          | 78       | 1              |
| Montenegro  | Danka Kovinić          | 80       | 2              |
| Germania    | Tatjana Maria          | 85       | 3              |
| Belgio      | Maryna Zanevs'ka       | 97       | 4              |
| Italia      | Elisabetta Cocciaretto | 99       | 5              |
| Brasile     | Laura Pigossi          | 100      | 6              |
| Francia     | Harmony Tan            | 112      | 7              |
| Serbia      | Olga Danilović         | 114      | 8              |

* Ranking al 29 agosto 2022.

### Altre partecipanti
Le seguenti giocatrici hanno ricevuto una wild card per il tabellone principale:
- Vittoria Paganetti
- Matilde Paoletti
- Lisa Pigato
- Lucrezia Stefanini

Le seguenti giocatrici sono passate dalle qualificazioni:
- Nuria Brancaccio
- Paula Ormaechea
- Andreea Roșca
- Eva Vedder

Le seguenti giocatrici sono entrata in tabellone come lucky loser:
- Andrea Gámiz
- Ioana Loredana Roșca

### Ritiri
Prima del torneo
- Elina Avanesjan → sostituita da  Kateryna Baindl
- Ana Bogdan → sostituita da  Rebeka Masarova
- Lucia Bronzetti → sostituita da  Carolina Alves
- Clara Burel → sostituita da  Ioana Loredana Roșca
- Jule Niemeier → sostituita da  Andrea Gámiz
- Jasmine Paolini → sostituita da  Jaimee Fourlis
- Nuria Párrizas Díaz → sostituita da  Réka Luca Jani
- Mayar Sherif → sostituita da  Dalila Jakupovič
- Viktorija Tomova → sostituita da  Ylena In-Albon
- Zheng Qinwen → sostituita da  Raluca Șerban

## Partecipanti al doppio

### Teste di serie
| Nazione   | Giocatrice         | Nazione     | Giocatrice      | Rank1 | Seed |
| --------- | ------------------ | ----------- | --------------- | ----- | ---- |
| Venezuela | Andrea Gámiz       | Paesi Bassi | Eva Vedder      | 240   | 1    |
| Polonia   | Paula Kania-Choduń | Rep. Ceca   | Renata Voráčová | 242   | 2    |
|           | Angelina Gabueva   | Brasile     | Laura Pigossi   | 252   | 3    |
| Brasile   | Carolina Alves     | Argentina   | María Carlé     | 280   | 4    |

* Ranking al 29 agosto 2022.

### Altre partecipanti
Le seguenti giocatrici hanno ricevuto una wild card per il tabellone principale:
- Vittoria Paganetti /  Lucrezia Stefanini

## Campionesse

### Singolare
Julia Grabher ha sconfitto in finale  Nuria Brancaccio con il punteggio di 6-4, 6-2.

### Doppio
Elisabetta Cocciaretto /  Olga Danilović hanno sconfitto in finale  Andrea Gámiz /  Eva Vedder con il punteggio di 6-2, 6-3.